# 170th Street (Concourse Line)
170th Street is een station van de metro van New York aan de Concourse Line in het stadsdeel The Bronx. Het station is geopend in 1933. De lijnen  maken gebruik van dit station.
 ·  ·  ·  ·  ·  ·  ·  ·  · 